# František Jansa (soudce)
František Jansa (2. dubna 1833 Ústí nad Orlicí – 25. září 1905 Praha) byl český právník a soudce. Od mládí působil v justiční správě a v různých funkcích vystřídal působení na několika místech v Čechách. Svou kariéru završil jako prezident Vrchního zemského soudu pro České království (1898–1900). 

## Životopis
Vystudoval práva na Univerzitě Karlově a v roce 1857 nastoupil jako nižší úředník u Zemského soudu v Praze. Jako auskultant působil u okresního úřadu v Turnově, další zkušenosti získal u okresního soudu v Rychnově nad Kněžnou (1859–1865), poté byl přidělen jako adjunkt ke krajskému soudu v Hradci Králové. Od roku 1869 byl státním návladním v Praze a následně v Českých Budějovicích (1874–1884). V letech 1884–1893 zastával post prezidenta Krajského soudu v Kutné Hoře. Od roku 1893 působil opět v Praze jako vrchní státní návladní a nakonec byl v letech 1898–1900 prezidentem Vrchního zemského soudu v Praze. V roce 1900 byl penzionován a při té příležitosti povýšen do šlechtického stavu s titulem rytíř. 
V roce 1863 se v Ústí nad Orlicí oženil s Matyldou, rozenou Kabeláčovou (1838–1922). Z tohoto manželství se narodily tři děti, dvě dcery a syn František (1865–1946), který byl generálem justiční služby v československé armádě. Rodina Jansů má hrobku na Vyšehradském hřbitově.